# Bafang
Bafang je město v Kamerunské republice s populací přibližně 33 tisíc obyvatel. Nachází se v Západní provincii, v okrsku Naut-Nkam (jehož je správním centrem) a je komunitním centrem etnika Bamiléké. Ve městě se nachází katedrála "Cathédrale du Cœur-Immaculé de Marie", která patří pod místní římskokatolickou diecézi. Dopravní obslužnost města zajišťuje silnice č. N5.

## Osobnosti spojené s městem
- Siyou Isabelle Ngnoubamdjum (* 1968), zpěvačka
- Joël Tchami (* 1982), profesionální fotbalový hráč
- Tony Tchani (* 1989), profesionální fotbalový hráč
- Michael Ngadeu Ngadjui (* 1990), profesionální fotbalový hráč